# 扎利沙尼 (杜布羅維察區)
51°32′39″N 26°24′41″E / 51.54417°N 26.41139°E
扎利沙尼（烏克蘭語：Залішани），是烏克蘭西北部的村莊，隸屬里夫內州的薩爾內區。該村始建於1771年，面積0.37平方公里，海拔高度160米，2001年人口110，人口密度每平方公里297.3人。